# Карл Гюнтер (князь Шварцбург-Зондерсгаузена)
Карл Гюнтер Шварцбург-Зондерсгаузенский (нем. Karl Günther von Schwarzburg-Sondershausen; 7 августа 1830, Арнштадт — 28 марта 1909, Дрезден) — последний князь Шварцбург-Зондерсгаузен в 1880—1909 годах.

## Биография
Карл Гюнтер — сын князя Гюнтера Фридриха Карла II Шварцбург-Зондерсгаузенского и его первой супруги Марии Шварцбург-Рудольштадтской.
Карл Гюнтер обучался в Боннском университете, затем поступил на службу в прусскую армию. В 1866 году принимал участие в Австро-прусской войне, 18 сентября 1886 года получил звание генерала от инфантерии.
12 июня 1869 года принц Карл Гюнтер женился на принцессе Марии Гаспарине Саксен-Альтенбургской. Детей в браке не было. 17 июля 1880 года престарелый и больной отец Карла Гюнтера передал ему бразды правления в княжестве. Карл Гюнтер стал последним князем в Шварцбург-Зондерсгаузене. Заядлый охотник князь Карл Гюнтер доверил власть в княжестве своему государственному министру. В 1906 году князь Карл Гюнтер получил тяжелые травмы в результате несчастного случая на охоте и провёл последние годы, не вставая с постели.
Согласно династическим договорам 1713 и 1896 года в случае угасания зондерсгаузенской ветви Шварцбургского дома владения Шварцбург-Зондерсгаузена отошли Шварцбург-Рудольштадту. После смерти Карла Гюнтера Шварцбург-Зондерсгаузеном в 1909 году в Зондерсгаузене в личной унии под титулом князя Шварцбургского правил князь Гюнтер Виктор Шварцбург-Рудольштадтский.